# Чек, Френсис
Френсис Чек (англ. Francis Cheka; 15 апреля 1982 Дар-эс-Салам, Танзания) — танзанийский боксёр, выступающий в средней и во второй средней весовых категориях.

## Карьера
Френсис Чек дебютировал на профессиональном ринге 26 февраля 2000 года, победив нокаутом Мбвану Алли, для которого этот бой также стал дебютным. 9 июля 2005 года состоялся его первый титульный поединок против интерконтинентального чемпиона по версии IBF, ранее непобедимого боксёра-профессионала Роберта Штиглица. 1 марта 2008 года выиграл вакантный титул интерконтинентального чемпиона по версии UBO в среднем весе. 28 апреля 2012 года выиграл вакантный титул континентального чемпиона Африки по версии IBF во втором среднем весе. 29 сентября того же года выиграл вакантный титул интернационального чемпиона UBO во втором среднем весе. 22 марта 2013 года проиграл в бою за титул интерконтинентального чемпиона по версии IBF. 30 августа 2013 года выиграл вакантный титул с чемпиона по версии WBF. 27 февраля 2016 года одержал победу в поединке за титул интернационального чемпиона по той же версии. 6 мая 2017 года выиграл вакантный титул чемпиона африканских стран по версии UBO в среднем весе.
26 декабря 2018 года проиграл своему соотечественнику Абдуллуху Пазивавази (24-6-1) в бою за титул интернационального чемпиона во втором среднем весе по версии WBF.